# Dinodes decipiens
Dinodes decipiens é uma espécie de insetos coleópteros pertencente à família Carabidae.
A autoridade científica da espécie é L. Dufour, tendo sido descrita no ano de 1820.
Trata-se de uma espécie presente no território português.